# 가시이카엔마에역
가시이카엔마에역(일본어: 香椎花園前駅)은 일본 후쿠오카현 후쿠오카시 히가시구 가스미가오카 6초메에 소재하는 서일본 철도 가이즈카 선의 역이다.
후쿠오카 시 교통국 지하철 하코자키 선이 가이즈카 역까지 연장되었을 때는 가이즈카 역과 당역 간에 회차 열차가 설정되었으며, 가이즈카 연장 이후에는 미토마로 반환점이 변경되었다. 또한, 본 선에는 "가시이"가 부기된 역명이 세 개 있어 차내 방송에서는 "가시이카엔마에, 가엔마에"라고 안내된다.

## 역사
- 1938년: 가시이 화원의 전신인 "가시이 튤립원"이 개장함.
- 1941년 4월 1일: 하카타 만 철도 기선 미야지다케 선 후쿠니시카시이엔마에 임시 정류장으로 영업 개시.
- 1942년
  - 4월 1일: 운도조마에역으로 역명 변경.
  - 9월 19일: 하카타 만 철도 기선이 큐슈 전기궤도와 합병됨.
- 1949년: 역사 개축.
- 1956년: 유원지 가시 화원이 개장함.
- 1957년 5월 13일: 가시이카엔마에역으로 역명 변경.
- 1997년 6월 21일: 플랫폼 상에 대합실 설치.
- 2017년 2월 1일: 역 번호 도입.

## 역 구조
니시테쓰신구 방향의 왼쪽에 역사가 위치하고 상대식 승강장 1면 2선의 배선을 가진 지상역이다.
2007년의 노선 일부 폐지까지는 2면 2선이었고 승강장 배치는 구내 건널목을 끼고 빗져 있는 구조였다. 이는 역에서 폐색을 하던 자취이다.
2007년 4월 1일에 니시테쓰신구 ~ 쓰야자키 간 폐지 이후, 영업 열차에서는 역사 측의 승강장과 선로만 사용하여 2번 선은 사용 정지로 플랫폼의 철거 및 경사면 복원 공사가 이루어졌으나 선로는 그대로 남아 있어서 가이즈카 시발의 시운전 열차가 당역으로 회차된다.

## 역 주변
역사를 나오면 왼쪽에 니시테쓰 가시이 화원이 있다. 역 주변으로는 주택지가 확산되어 있다.
- 니시테쓰 가시이 화원
- 후쿠오카 여자 대학
- 후쿠오카 현립 가스미가오카 고등학교
- 후쿠오카 시립 가시 제2중학교
- 후쿠오카 시립 가스미가오카 초등학교
- 후쿠오카 가스미가오카 우체국
- 히가시 시민 센터
- 히가시 도서관 (히가시 시민 센터 1층)
- 히가시 체육관
- 시립 노인 복지 센터 히가시카엔

## 사진

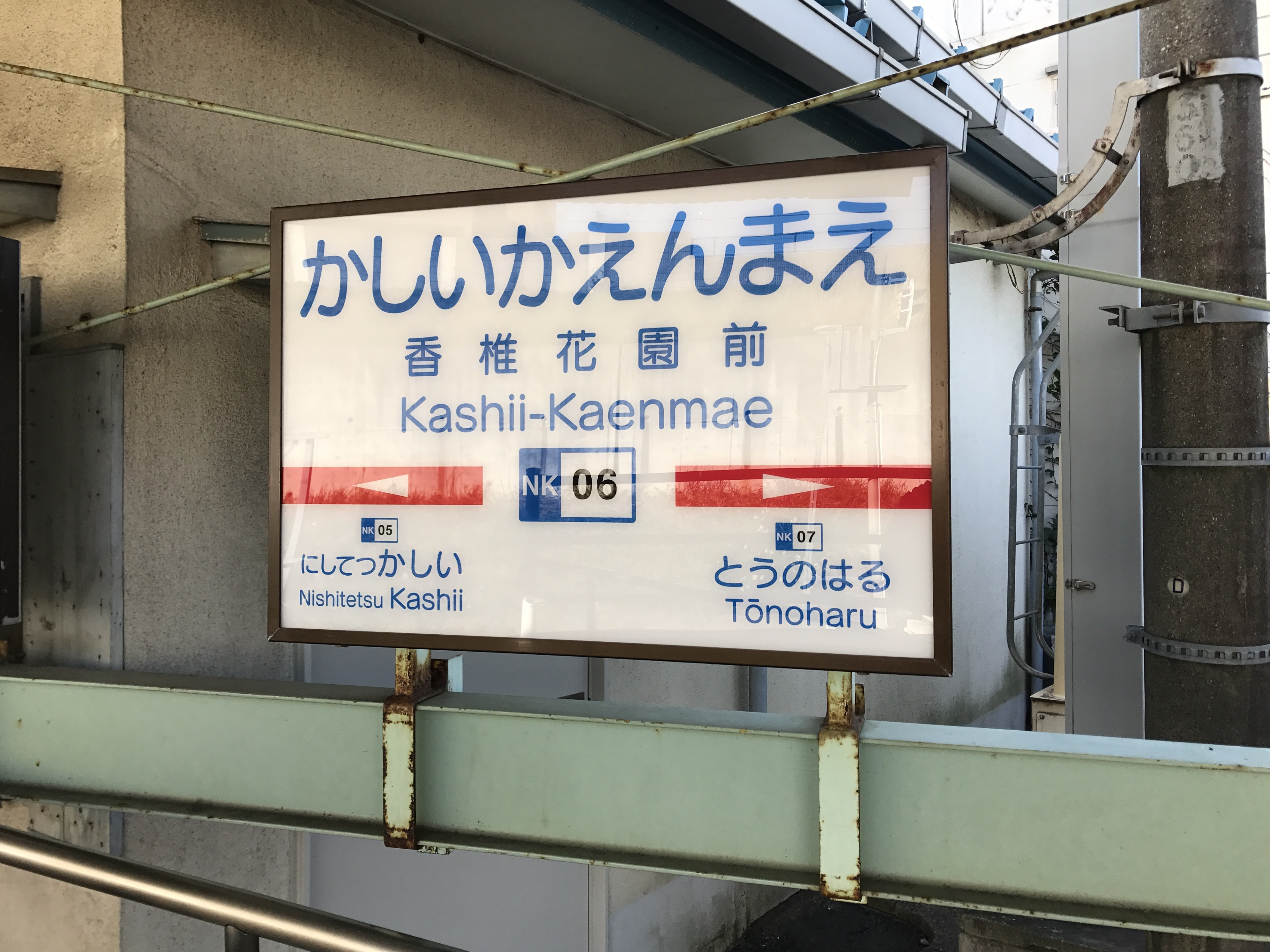
역명판
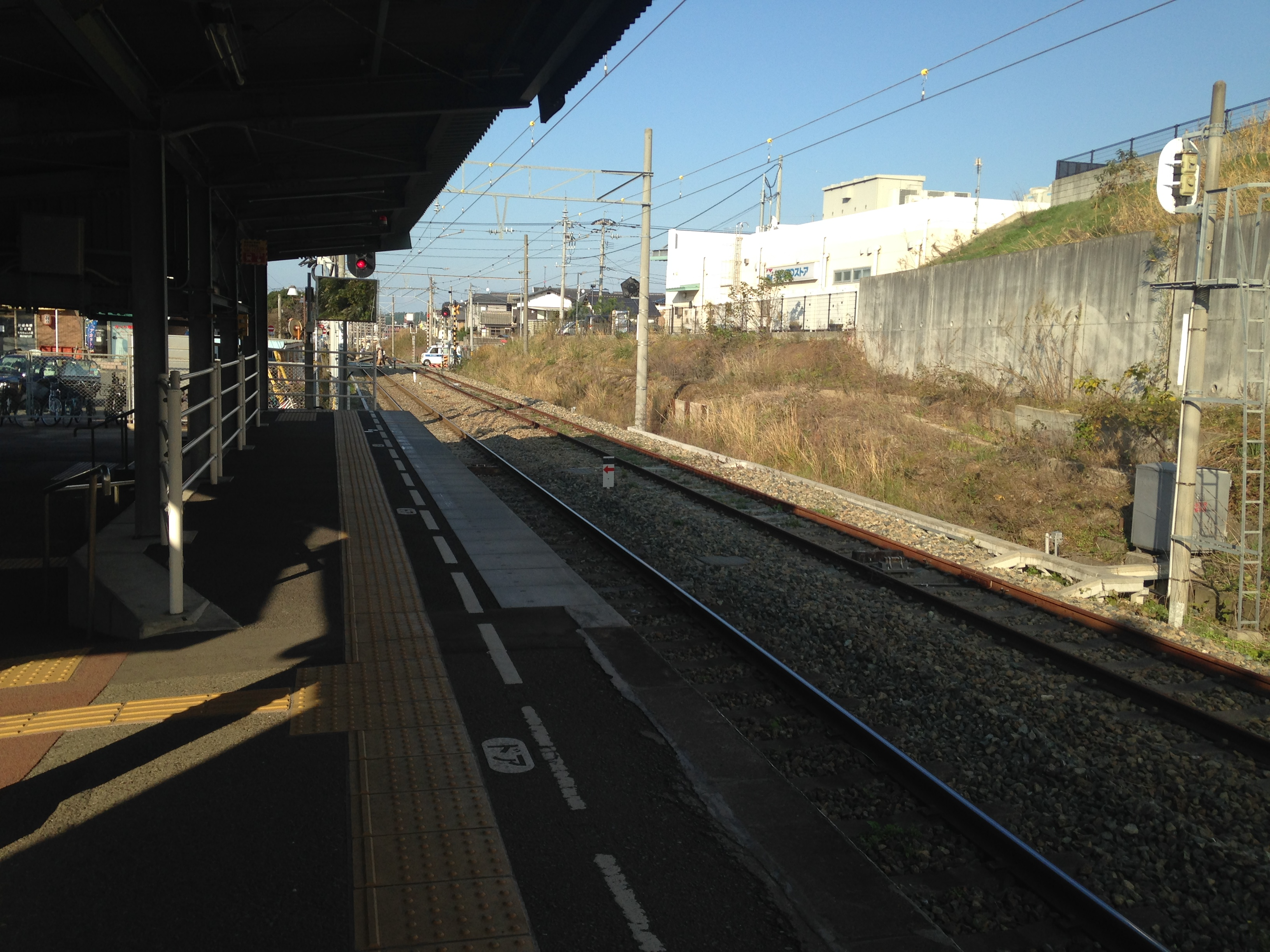
승강장 (북쪽 방향)
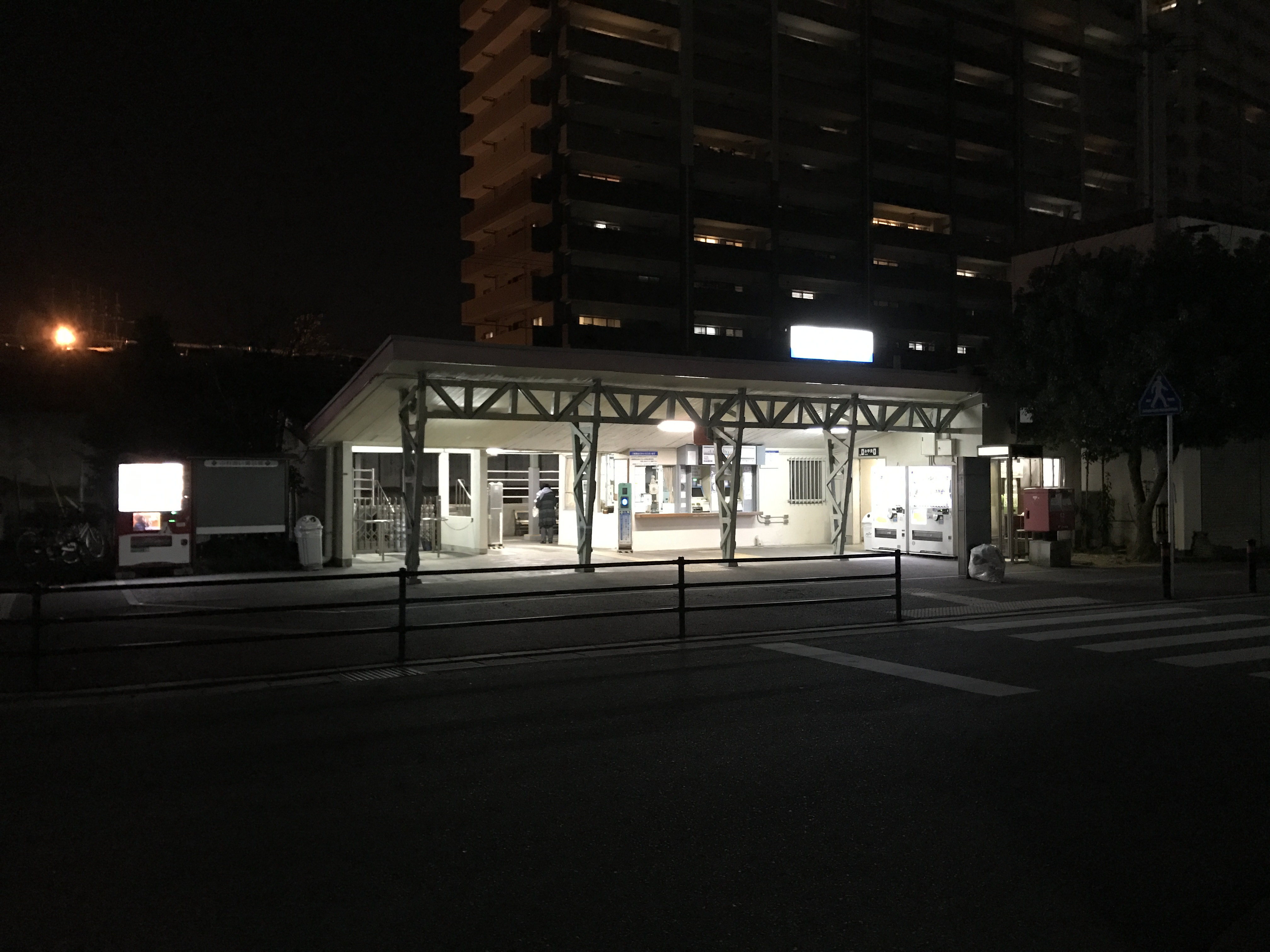
역의 야경

## 인접역
| 서일본 철도 ■ 가이즈카 선         | 서일본 철도 ■ 가이즈카 선 | 서일본 철도 ■ 가이즈카 선       |
| --------------------------------- | ------------------------- | ------------------------------- |
| NK05 니시테쓰카시이 가이즈카 방면 |                           | 도노하루 NK07 니시테쓰신구 방면 |